# Marche écossaise sur un thème populaire
La Marche écossaise sur un thème populaire est une composition de Claude Debussy écrite en 1890. 

## Historique
De titre original complet Marche écossaise sur un thème populaire, ou Marche des anciens Comtes de Ross, dédiée à leur descendant le Général Meredith Reid, grand-croix de l'ordre royal du Rédempteur, la pièce est composée à l'origine pour piano à quatre mains, en 1890, puis orchestrée entre 1893 et 1910 par le compositeur. Il s'agit d'une commande d'un officier écossais reçue par Debussy au bar Austin et dont Alphonse Allais servit d’interprète,,.
L'édition originale chez A. Choudens, publiée en 1891, est dédiée au général J. Meredith Read (en). 
Dans sa version orchestrale, l’œuvre connait sa première audition à Nancy par l'orchestre des Concerts du Conservatoire le 16 janvier 1910, sous la direction de Guy Ropartz. Elle est reprise à Paris le 19 avril 1913, au théâtre des Champs-Élysées, dirigée par Désiré-Émile Inghelbrecht,.

## Présentation
Une notice placée en épigraphe de la partition éditée précise :

« L'origine des comtes de Ross, chefs du clan de Ross en Rosshire, Écosse, remonte aux temps les plus reculés. Le chef était entouré par une bande de Bagpipes, qui jouaient cette Marche devant leur Lord avant et pendant la bataille, et aussi aux jours de gala. La Marche primitive est le cœur de la Marche actuelle. »

## Analyse
La « savoureuse » Marche écossaise est une « partition pleine de vie, d'humour et de couleur qui arbore un plan très clair en trois parties ».
L'introduction est en partie basée sur la gamme par tons et mène à « l'authentique chant de cornemuse écossais, fourni par le commanditaire, en mineur dorien défectif (pentaphone), très « couleur locale » ». Dans la version orchestrée, ce passage est énoncé par le hautbois, à la façon des futures Gigues. L'épisode central, quasi-Trio, évoque Borodine. Ensuite, « au cours de la transition vers le retour du thème initial, celui-ci se transforme en gigue, et il en conservera le rythme jusqu'à la fin, très brillante et éclatante, de ce morceau dans lequel, malgré le plan ternaire classique évident, Debussy témoigne déjà d'une volonté de variation, d'évolution constante de la forme ».
Dans la version orchestrée, la conclusion est plus développée que dans la version originale pour piano à quatre mains. Ce remaniement de Debussy est pris en compte dans une version pour piano à deux mains réalisée par Gustave Samazeuilh.
La durée d'exécution moyenne de la pièce est de six minutes trente environ.
Dans le catalogue des œuvres du compositeur établi par le musicologue François Lesure, la Marche écossaise porte le numéro L 83 (77) .

## Discographie
- Debussy : Complete Orchestral Works, CD 3, Orchestre national de Lyon, Jun Märkl (dir.), Naxos 8.509002, 2012[11],[12].
- Debussy : Piano Four-Hand Music, Jean-Pierre Armengaud et Olivier Chauzu (piano), Naxos 8.572979, 2013[13].
- Claude Debussy : The complete works, Warner Classics, 2018[14] :
  - version pour piano à quatre mains, CD 8, Michel Béroff et Jean-Philippe Collard (piano) ;
  - version pour orchestre, CD 14, Orchestre national de l'ORTF, Jean Martinon (dir.).
- Debussy: Piano Duets, Louis Lortie et Hélène Mercier, Chandos, 2022[15].